# Averkij (Kedrov)
Svatý Averkij (světským jménem: Polikarp Petrovič Kedrov; 14. března 1879, Jaransk – 27. listopadu 1937, Ufa) byl ruský duchovní ruské pravoslavné církve a arcibiskup volyňský a žytomyrský.

## Život
Narodil 14. března 1879 v Jaransku jako syn protojereje Petra Kedrova. Při křtu dostal jméno Polikarp.
Roku 1894 dokončil Jaranské duchovní učiliště a poté roku 1900 Vjatský duchovní seminář. Po absolvování semináře nastoupil na Petrohradskou duchovní akademii, kterou o čtyři roky později dokončil s titulem kandidáta bohosloví.
Od 4. listopadu 1904 přednášel Písmo svaté na Litevském duchovním semináři. Navštívil horu Athos a Jeruzalém. O cestách na svaté místa sepsal brožuru a také pořádal přednášky.
Dne 2. července 1910 byl ve Valaamském monastýru arcibiskupem finským Sergijem (Stragorodským) postřižen na monacha se jménem Averkij. O dva dny později byl rukopoložen na hierodiakona a 5. července na jeromonacha. Dne 21. srpna 1911 byl povýšen na archimandritu a stal se rektorem Volyňského duchovního semináře. Zde si získal úctu profesorů a seminaristů.
Dne 9. června 1915 jej Nejsvětější synod jmenoval biskupem ostrožským a třetím vikářem volyňské eparchie. Dne 29. června 1915 proběhla jeho biskupská chirotonie. Současně působil jako představený monastýru Zjevení Páně v Žytomyru, předseda eparchiální rady učiliště, čestný předseda Žytomyrského odboru Svazu ruského lidu a jako cenzor publikací volyňské eparchie. Je známo, že během první světové války odešel na frontu předat dary eparchie vojákům.
Roku 1918 se zúčastnil 2. a 3. sezení Místního soboru Ruské pravoslavné církve.
Po uzavření Volyňského duchovního semináře v letech 1921–1922 organizoval v Žytomyru pastorační kurzy. Z dětí farníků monastýru Zjevení Páně vytvořil bratrstvo, které mělo za úkol starat se o hroby monastýru a zdobit chrám na svátky.
Po zatčení a vyhoštění biskupa Faddeje (Uspenského), který dočasně řídil volyňskou eparchii, byl v listopadu 1921 biskup Averkij jmenován biskupem volyňským.
Na konci roku 1921 zasáhl Povolží hladomor. K záchraně hladovějících byly vytvořeny provinční výbory na pomoc hladovějícím. Nejvyšší politické vedení země se rozhodlo využít hladomor k úderu na ruskou pravoslavnou církev. Zároveň byl stanoven úkol vyvolat rozkol v církvi, a tím oslabit její vliv na lid. Začátkem března 1922 začalo zabavování církevních cenností pod záminkou pomoci hladovějícím. To vyvolalo protesty mezi duchovními a laiky, což vyvolalo represi proti duchovním. Dne 6. května byl zatčen patriarcha Tichon a 12. května vznikla v Moskvě Vyšší církevní správa renovacionistů, která se pokoušela uchvátit moc v církvi.
Tyto události brzy dorazily také na Volyň. Biskup Averkij však eparchii neopustil a zůstal se svými věřícími. Aniž by znal poselství patriarchy Tichona, pověřil kněze Juliana Krasického a Arkadije Ostalského, aby situaci v církvi oznámili lidem. Dne 6. května byl zatčen Arkadij Ostalskij. Dne 8. června 1922 byl před soud předveden i biskup Averkij, který byl obviněn z rozšiřování a uchování poselství patriarchy Tichona, což bylo považované za kontrarevoluční činnost. Před dokončením procesu byl však dočasně propuštěn.
Od srpna do září 1922 byl členem Rady ukrajinských pravoslavných biskupů.
Nejvyšší tribunál při Všeruském ústředním výkonném výboru z 19. prosince 1922 ho odsoudil k pěti letům vězení. Ve vězení onemocněl tyfem[nepřesný odkaz], komplikovaným zápalem plic a akutním zánětem ledvin.
V srpnu 1923 uznal renovacionisty a Vyšší církevní správou byl znovu ustanoven biskupem volyňským s povýšením do hodnosti arcibiskupa. Dne 10. srpna 1923 získal amnestii a 23. srpna 1923 byl propuštěn na svobodu.
Úřady daly najevo, že renovační církev je legální církví. Odpůrci renovace byli automaticky považováni za nepřátele a kontrarevolucionáře. Někteří věřili, že pro dobro církve je nutné podporovat renovaci a jiní nazvali renovaci „červenou církví“, s jejíž pomocí se propaguje bezbožnost a dochází k boji s pravou církví. Eparchie byla na pokraji rozdělení. Hlavním úkolem arcibiskupa Averkije bylo uchovat jednotu eparchie. Ve snaze vyvolat rozkol mezi duchovními úřady požadovali jeho plnou podporu renovacionismu. Arcibiskup, který neměl úplné informace o tomto hnutí, byl pod silným tlakem Státní politické správy (GPU), a proto 7. února 1924 uspořádal zasedání eparchiální správy. Na zasedání byla uznána renovační správa do doby svolání koncilu.
Dne 6. listopadu 1924 odjel do Moskvy objasnit si otázku stavu církve. Rozhodl se opustit Žytomyr a předal správu eparchie biskupu Iakovu (Němolovskému). Ten správu eparchie odmítl, a proto byla předána nedávno vysvěcenému biskupovi Maximu (Ruberovskému).
Od listopadu 1924 do května 1925 žil v Moskvě, kde činil pokání za svůj odklon k renovaci a byl znovu přijat jako biskup Moskevského patriarchátu. Dne 12. dubna 1925 se zúčastnil pohřbu patriarchy Tichona a byl mezi 60 biskupy, kteří podepsali předání nejvyšší církevní moci metropolitu Petru (Poljanskému).
Od května 1924 do ledna 1925 byla volyňská eparchie v kanonické autonomii. To vytvořilo zdání, že v eparchii má silný vliv renovacionismus, což nebyla pravda. Dne 30. prosince 1924 svolaly úřady eparchiální sjezd. Sjezd skončil rozkolem mezi renovacionisty a zastánci patriarchy Tichona. Biskupové vikáři Maxim (Ruberovskij) a Leontij (Matusevič) podporovali Moskevský patriarchát a biskup Iakov (Němolovskij) byl pod kontrolou renovačního synodu. Obě strany však prohlašovaly, že jsou podřízeny arcibiskupu Averkijovi. Dne 30. dubna 1925 arcibiskup Averkij dorazil do Žytomyru. Zde vyhlásil nedůvěru renovačním představitelům, ale nevyhlásil jejich zákaz sloužení. V říjnu odmítl kanonickou poslušnost renovačnímu synodu na Ukrajině.
Dne 23. listopadu 1925 byl renovačním synodem zvolen na žytomyrský stolec biskup Pavel (Ciprianovič), což znamenalo snahu synodu převzetí moci eparchie pomocí úřadů. Brzy se přesvědčili, že vše není snadné, a proto svolali eparchiální sjezd. Poté, co arcibiskup Averkij odmítl přejít pod renovační synod, byl zvolen novým biskupem vladyka Pavel.
Již v květnu 1926 úřady předaly katedrálu v Žytomyru „synodálům“, což provázel boj a skandál. Řada spolupracovníků arcibiskupa Averkije byla vystavena represím. Nakonec byl 19. října 1926 zatčen i arcibiskup Averkij. Dne 21. října byl poslán na tajné oddělení OGPU v Moskvě.
Dne 7. ledna 1927 byl odsouzen na tři roky exilu v Kazachstánu. Dne 12. února 1927 byl poslán Chodžejlijské oblasti Karakalpakstánu.
Na prohlášení patriarchy Sergije reagoval ostře, ale nepřerušil s ním společenství.
Dne 17. února 1928 bylo rozhodnito o jeho předčasném propuštění. Dne 24. října 1928 byl propuštěn s povolením pobytu po celém Sovětském svazu. Po propuštění se vrátil do vedení volyňské eparchie.
Dne 15. února 1930 byl v Žytomyru zatčen za přečtení dokumentu Andreje Drosiho, který byl adresován konstantinopolskému patriarchovi Fotiu II., ve kterém líčil neutěšenou situaci pravoslavné církve v SSSR. Byl poslán do Moskvy, kde byl uvězněn ve věznici Butyrka. Dne 4. dubna 1930 byl odsouzen výborem OGPU ke třem letům exilu v Severním kraji. Výborem byl poslán do Archangelska.
Vladyka byl opět spolu se skupinou věřících (21 osob) 23. ledna 1931 zatčen Archangelským OGPU. Byli obviněni z vytvoření kontrarevoluční skupiny, vedení protisovětské agitace a také poskytování materiální pomoci exilovému duchovenstvu. Dne 2. prosince 1931 byl odsouzen ke třem letům exilu ve městě Toťma.
Roku 1933 byl znovu odsouzen ke třem letům exilu ve městě Birsk.
Během exilu udržoval písemnou komunikaci se svou eparchií. Eparchii tak řídil téměř pět let.
Dne 25. července 1937 byl zatčen v Birsku a odvezen do věznice NKVD v Ufě. Byla proti němu vznesena řada obvinění. Pod tlakem vyšetřovatelů, kteří pravděpodobně použili mučení, vladyka vinu přiznal. Dne 10. listopadu 1937 byl odsouzen Trojkou NKVD Baškirské ASSR k trestu smrti. Dne 27. listopadu 1937 byl zastřelen. Pohřben byl v hromadném hrobě na Sergijevském hřbitově v Ufě.

## Kanonizace
Roku 1981 byl Archijerejským soborem Ruské pravoslavné církve v zahraničí svatořečen jako mučedník a byl zařazen do Sboru všech novomučedníků a vyznavačů ruských.